# Hole (Einheit)
Die Hole war ein Volumenmaß für Schiefer, insbesondere für schmelzwürdigen Kupfer- und Silberschiefer. Nach der Berg- und Schieferordnung von 1843 löste man das kleinteilige hessische Maß mit der Hole ab. Das dann geltende Mansfelder Schiefermaß, die Unterteilung nur in ganze und halbe Hole zulässig, war danach
- 1 Hole = 1 Fuder